# میهر (اسطوره ارمنی)
میهر (اساطیر ارمنی) که نام او از ایزد مهر ایرانی برگرفته شده مربوط به شکل هند و ایرانی میترا به معنی دوست، خیرخواه، عهد و پیمان است. میهر در مجموعه ایزدان ارمنی فرزند آرامازد است و قدیمی‌ترین ایزد خورشید و نور آسمانی در میان ارمنیان محسوب می‌شود. او را در دوران عصر هلنیستی که ایزد آهنگری و آتش بوده یکی دانسته‌اند و محتملاً معبد گارنی به او اهداء شده بود. پرستش میهر به عنوان ایزد خورشید، در میان ارمنیان بسیار گسترده بوده‌است. نام و کردار و منش میهر به قدری محبوب بوده که به نام «میهر بزرگ» و فرزندش «مهیر کوچک» وارد حماسه قهرمانی داوید ساسونی شده‌است.

## تاریخ
در زمان هخامنشیان، ساتراپ ارمنستان در جشن‌های مخصوص به میهر، برای شاه ایران بیست هزار کره اسب به عنوان هدیه فرستاده است. پرستش میترا-میهر از سده سوم قبل از میلاد در کشورهای آسیای صغیر از جمله در ارمنستان کوچک، (هایک کوچک) پس از تسلط روم بر این کشورها گسترش یافت. پرستش میهر در غرب با پرستش آن در زمان زرتشتی‌گری به‌طور محسوسی متفاوت بوده‌است. در غرب تکیه بر خصوصیات مهر از نظر نظم خورشیدی، جنگ آوری، به وجود آوردن نعمت‌های زمینی پس از کشتن گاو نر و همچنین اعمالی در راستای نجات بشر بوده‌است و تمام این صفات بنابر آنچه در داوید ساسونی آمده، در پرستش میهر نزد ارمنیان نیز دیده می‌شود.
در حماسه ارمنی، مهیر کوچک به عنوان ناجی جهان معرفی می‌شود که از صخره‌ای به نام «سنگ کلاغ وان» (در دین زرتشت کلاغ، پرنده حامی آتش مقدس است) خارج خواهد شد تا مردم زجر کشیده را از دست ارواح خبیث و شیاطین نجات دهد و پادشاهی پُر از سعادت و خوشبختی را بنا نماید. در این مورد روایتی است که در آن گفته شده که:
«مهیر هنگام شکار، کلاغی را زخمی می‌کند و کلاغ وارد غاری در یک صخره می‌شود. مهیر به دنبال آن وارد غار شده ولی در غار بسته می‌شود و او در آنجا زندانی می‌شود تا روز قیامت از آنجا خارج شده و جهان را از شر و بدی نجات دهد.»